# Дедун
Дедун (Дедвен) — бог благовоний в нубийской и древнеегипетской мифологии.

## Культ
Дедун известен со времён Древнего царства и упоминался в Текстах пирамид как «правитель Дедун». Богу Дедуну поклонялись уже в 2400 году до н. э. в нубийских деревнях. Существует большая неопределённость относительно изначальной природы этого божества, так как его изображали в виде льва, что добавляет ему родство с другим божеством.
Корни этого бога уходят в раннюю нубийскую мифологию, о которой в современной науке практически ничего не известно. Один из самых ранних египетских текстов, свидетельствующий об этом боге, сообщает, что уже в те времена он был богом благовоний и фимиама (ладан). Дедун был очень важным божеством, так как в тот период времени ладан стоил дорого, а главным поставщиком этого сырья являлась Нубия. Товарооборот благовоний, доставляемых в Нубию, привёл к тому, что этого бога там стали отождествлять с богатством и процветанием.
Считается, что этот бог был связан с огнём, что, в свою очередь, угрожало преданием забвению других богов, однако, по предположению многих нубиологов, храмы разных богов были разрушены пожаром, который начался в храме Дедуна, тем не менее нет ни одного доказательства, подтверждающего это.
Хотя в Текстах пирамид есть упоминания о Дедуне как о нубийском божестве, нет никаких свидетельств того, что ему поклонялись  древние египтяне. Как и о том, что ему поклонялись к северу от Сиена (современный Асуан), который на то время считался самым южным городом Древнего Египта. Тем не менее в эпоху Среднего царства, во время египетского господства над Кушем, Дедун, как говорили египтяне, был покровителем умерших нубийских правителей и их богом благовоний, которые связывали его с погребальными обрядами.
Во времена Нового царства его стали изображать как человека, но в более поздние времена — в виде человека с головой льва, о чём свидетельствуют находки, сделанные в храме Калабша. Места поклонения Дедуну имелись только в Нубии, среди них были: остров Филе, храм Калабша, Абу-Симбел, Семна и Джебель-Баркал. В Поздний период истории Древнего Египта ему поклонялись как Дедун-Амону в храме Амона в Хибисе и в храме Амона-Ра, почитаемого в Агхурне.